# Split (ejercicio físico)

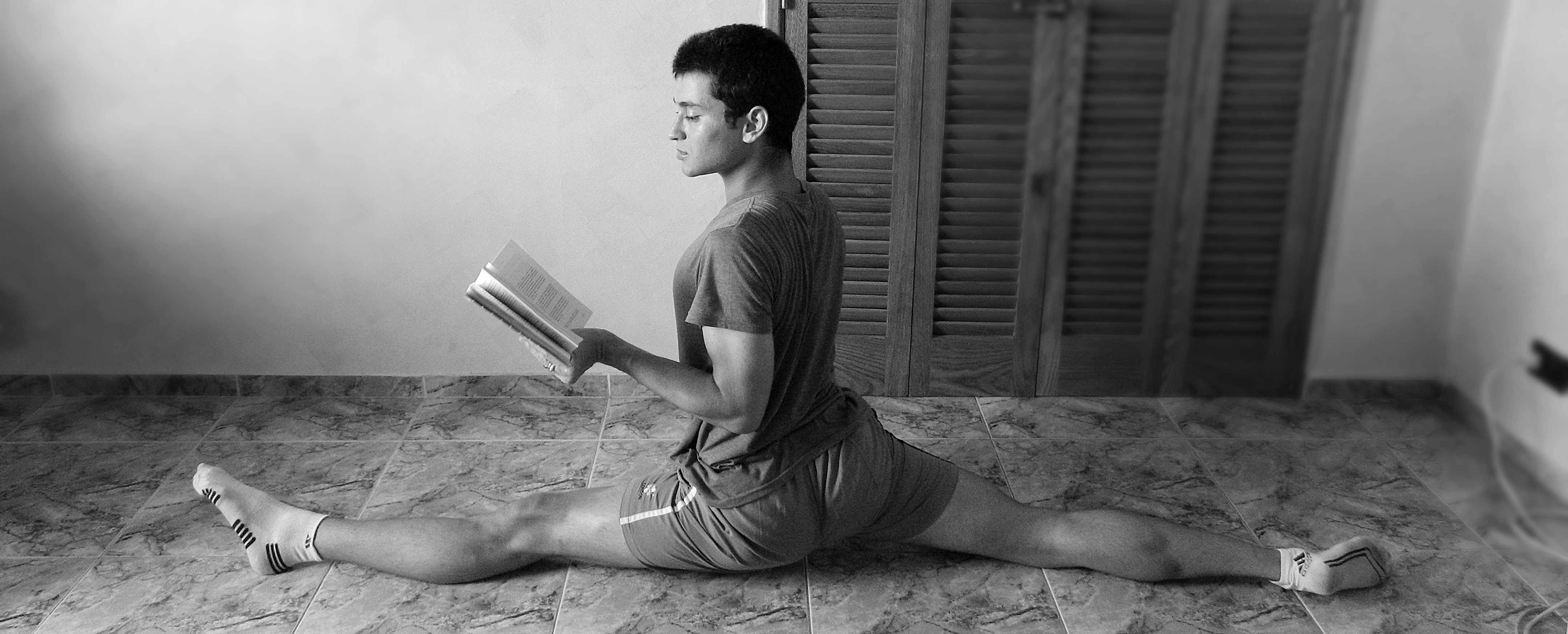
Split masculino sobre el suelo.

El split, conocido también como apertura de piernas, spagat o grand écart, es una posición física, en la cual las piernas están alineadas lateral o frontalmente (son colineales) una con la otra y están extendidas en direcciones opuestas, formando entre ellas un ángulo de 180° o incluso más (oversplit). Se realiza en varios tipos de actividad atlética, tales como contorsionismo, acrobacia, gimnasia rítmica, gimnasia artística, patinaje artístico sobre hielo, patinaje artístico sobre ruedas, danza, ballet, animación, artes marciales, natación sincronizada, yoga, pilates y baile en barra o pole dance.
Al ejecutar un split, las líneas definidas por los muslos internos de las piernas forman un ángulo de 180 grados aproximadamente. Este gran ángulo produce un estiramiento significativo y consecuentemente denota una excelente flexibilidad de los músculos isquiotibiales e iliopsoas. Debido a esto, los splits se usan a menudo como ejercicio de estiramiento para calentar y para aumentar la flexibilidad de los músculos de las piernas.

## Calentamiento
Para evitar lesiones musculares se debe de realizar un buen calentamiento antes y después de cualquier tipo de split y sus variantes.
- Antes del split: fondos con las dos piernas, que es un ejercicio que consiste en ponerse de rodillas y adelantar una pierna de modo que quede el pie apoyado completamente en el suelo y atrasar la otra pierna de tal manera que quede estirada y que queden apoyados los dedos del pie. Otros buenos ejercicios para el calentamiento son: saltos de tijera, trote con flexión de rodilla hacia atrás, saltos sin cuerda, estiramiento de cuádriceps o rodillas contra el pecho de pie. Ya después del calentamiento pero antes de realizar un split, hay algunos ejercicios que son efectivos para lograr y mejorar el split lateral y el frontal, estos son algunos ejercicios para el split lateral: abducción de piernas tumbada (glúteos y piernas en la pared boca arriba abriendo estas poco a poco en forma de «V»), estiramiento de mariposa sentado, pose de la rana dinámica. Y algunos ejercicios para el split frontal: estocada con estiramiento de rodilla izquierda y luego derecha, estocada con rodilla izquierda de pulso y luego la derecha, y estiramiento de isquiotibial de rodillas izquierdo y luego el derecho (está en su versión fácil y estándar).
- Después del split: hay que tumbarse hacia arriba con las piernas estiradas y agitarlas para que se suelten los músculos.

## Tipos
Solo hay dos tipos de splits que es el lateral y el frontal. Hay algunas variantes pero dentro de estos dos tipos de splits.
- Split lateral (o middle split): consiste en extender las piernas a cada lado formando mínimo un ángulo de 180 grados. La manera correcta de hacer el split lateral «tradicional» (middle split) consiste en que una vez extendidas las piernas en cada lado formando el ángulo de 180°, los isquiotibiales de ambas piernas están mirando hacia atrás detrás de ti, y la pelvis, los huesos de la cadera y el hueso púbico están mirando hacia el suelo. Hay otros nombres que denominan al split lateral que son el side split, box split, y el center split, pero estos tres nombres no se sabe exactamente a que variante pertenece cada uno, a lo mejor son lo mismo que el middle split.
- Split frontal (o front split): se trata de extender una pierna delante de ti y la otra detrás, formando mínimo un ángulo de 180 grados. La manera correcta de hacer el split frontal consiste en que el gemelo y los isquiotibiales de la pierna de atrás deben apuntar hacia arriba y en la pierna de delante deben apuntar hacia abajo en el suelo, luego la cadera mirando hacia adelante alineado con las piernas, y el tronco del cuerpo recto (incluyendo la cabeza).

## Variantes
- La zancada (o grand jeté): consiste en coger una pequeña carrerilla denominada «doble paso, paso» que se suele comenzar con la pierna derecha. A continuación se salta lo más alto posible abriendo las piernas de tal manera que se forme un split frontal en el aire, y se cae con las piernas juntas. Es muy importante la posición de los brazos; tienen que formar una cruz junto con la cabeza y el tronco.
- El salto split (o salto con split a horcajadas): la persona deberá saltar y, mientras continúe en el aire, realizar un split a horcajadas, volviendo a caer con las piernas juntas en el mismo sitio en donde saltó.
- El split a horcajadas (o straddle split): se trata de estirar las piernas en cada lado formando un ángulo de 180° pero también la parte frontal de la pelvis, los huesos de la cadera y el hueso púbico están mirando hacia adelante, como sentándose haciendo el split.
- El split de mayor apertura (u oversplit): es cuando la apertura de un split (ya sea lateral o frontal) supera los 180°, llegando en algunos casos a los 270° -315°. El oversplit se puede hacer con otras variantes como el oversplit lateral de pie.
- El squat: este no es plenamente una variante, pero está relacionado, el squat, consiste en separar las piernas lateralmente, hasta llegar a los 180° o más.
- El split flexionado (o split de pie): es un split en el cual la persona, estando de pie, flexiona la pierna hacia arriba que queda situada atrás o delante, llegando si es posible a tocar su propia cabeza con la punta del pie.

Una danzarina acrobática realizando un salto con split a horcajadas.
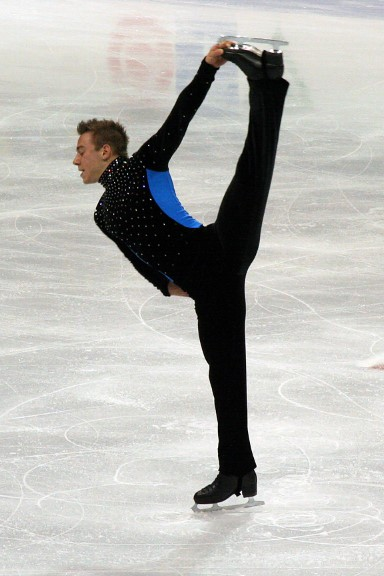
Un split de pie durante una vuelta de patinaje artístico sobre hielo.
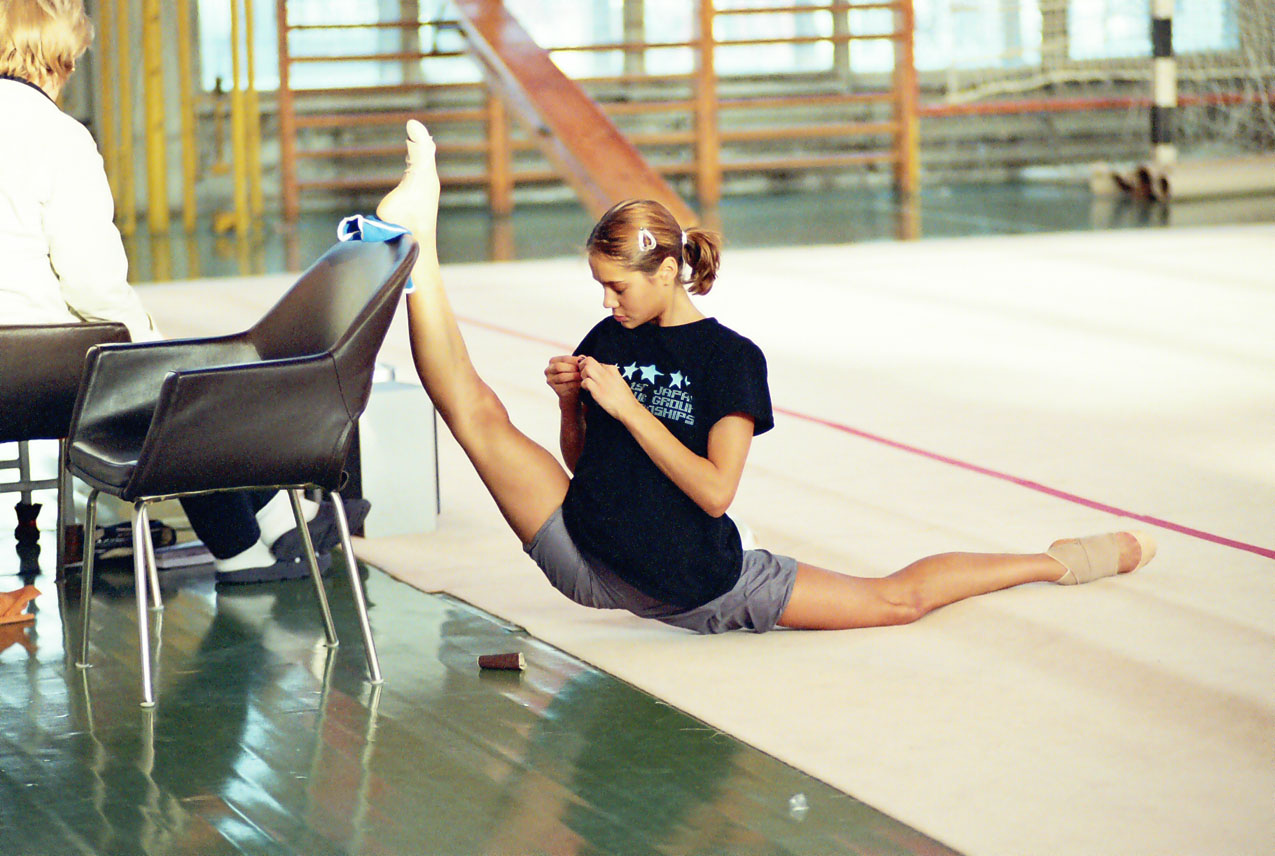
Un oversplit o sobre-split de una gimnasta rítmica.

## Problemas
Un problema común que se da al hacer un split (tanto lateral como frontal) es dolor en las rodillas debido a la flexión de estas, mientras se realiza el movimiento de las mismas, pero por no calentar adecuadamente. Si no se calienta debidamente antes de realizar algún tipo de spagat, los músculos pueden sufrir calambres, tirones o incluso se pueden llegar a romper las fibras musculares, llamados desgarros musculares tipo 1, 2 o 3. Todo estiramiento realizado con las piernas ejecutado inadecuadamente pueden generar calambres o lesiones musculares.[cita requerida]

## Yoga
Hay una posición de yoga llamada hanumanasana que consiste en tener las piernas en split frontal. Y para el split lateral, la posición de yoga se llama samakonasana.

## En la cultura popular
La mayoría de la gente carece de la flexibilidad necesaria para ejecutar un split, y se considera en general que el ejercicio es incómodo o incluso doloroso. Debido a lo extendido de esta opinión, los splits aparecen en los medios en comedias cómicas y programas de entretenimiento análogos.
El actor Jean-Claude Van Damme es muy conocido por su capacidad para hacer splits en varias de sus películas, así como en un famoso comercial para la marca Volvo Trucks en noviembre de 2013. 
El luchador profesional Rob Van Dam inventó el levantamiento Van Dam, en el que se levantan pesos mientras se está en una posición de split suspendido. Otros luchadores profesionales tales como Melina Perez, Santino Marella y R-Truth han contribuido también a popularizar el split. 
El grupo femenino The Pussycat Dolls, Kimberley Wyatt y Carmit Bachar también destacaron por sus oversplits ejecutados estando de pie. 
La modelo Karen McDougal también es conocida por sus splits a horcajadas (straddle splits). 
Los contorsionistas Aleksei I. Goloborodko y Julia Günthel (conocida como Zlata) son un claro ejemplo en que pueden realizar todo tipo de variantes de los dos tipos de splits sin ningún problema.